# Minichinas Hills
Minichinas Hills är kullar i Kanada.   De ligger i provinsen Saskatchewan, i den centrala delen av landet, 2 300 km väster om huvudstaden Ottawa.
Trakten runt Minichinas Hills består till största delen av jordbruksmark. Trakten runt Minichinas Hills är nära nog obefolkad, med mindre än två invånare per kvadratkilometer.